# Washington Bullets 1987-1988
La stagione 1987-88 dei Washington Bullets fu la 27ª nella NBA per la franchigia.
I Washington Bullets arrivarono secondi nella Atlantic Division della Eastern Conference con un record di 38-44. Nei play-off persero al primo turno con i Detroit Pistons (3-2).

## Roster
| N° | Naz.                   | Ruolo | Sportivo       | Anno | Alt. | Peso |
| -- | ---------------------- | ----- | -------------- | ---- | ---- | ---- |
| 1  | Stati Uniti (bandiera) | G     | Muggsy Bogues  | 1965 | 160  | 62   |
| 4  | Stati Uniti (bandiera) | C     | Moses Malone   | 1955 | 208  | 95   |
| 5  | Stati Uniti (bandiera) | G     | Darrell Walker | 1961 | 193  | 82   |
| 10 | Sudan (bandiera)       | C     | Manute Bol     | 1962 | 229  | 91   |
| 15 | Stati Uniti (bandiera) | G     | Frank Johnson  | 1958 | 185  | 84   |
| 20 | Stati Uniti (bandiera) | G     | Steve Colter   | 1962 | 191  | 75   |
| 23 | Stati Uniti (bandiera) | AC    | Charles Jones  | 1957 | 206  | 98   |
| 24 | Stati Uniti (bandiera) | G     | Jeff Malone    | 1961 | 193  | 93   |
| 30 | Stati Uniti (bandiera) | A     | Bernard King   | 1956 | 201  | 93   |
| 31 | Stati Uniti (bandiera) | A     | Mark Alarie    | 1963 | 203  | 98   |
| 33 | Stati Uniti (bandiera) | A     | Terry Catledge | 1963 | 203  | 100  |
| 34 | Stati Uniti (bandiera) | AC    | John Williams  | 1966 | 203  | 107  |
| 42 | Stati Uniti (bandiera) | A     | Jay Murphy     | 1962 | 206  | 100  |

## Staff tecnico
- Allenatori: Kevin Loughery (8-19) (fino al 3 gennaio)[1], Wes Unseld (30-25)
- Vice-allenatori: Bill Blair, Wes Unseld (fino al 3 gennaio)